# Ivacaftor
L'ivacaftor (nom commercial Kalydeco, développé comme VX-770) est un médicament potentiateur de la protéine CFTR, autorisé pour les patients atteints de mucoviscidose avec la mutation G551D, qui représentent 4 à 5 % des cas,.
L'ivacaftor a été développé par Vertex Pharmaceuticals en association avec la Cystic Fibrosis Foundation, association américaine de lutte contre la mucoviscidose[source secondaire souhaitée].

## Mode d'action
La mucoviscidose est une maladie génétique qui cause l'altération d'une protéine, appelée CFTR (Cystic Fibrosis Transmembrane conductance regulator), qui régule le passage des fluides au travers des cellules qui affecte la composition de la sueur, des fluides digestifs ainsi que du mucus. L'altération de la protéine est causée par une mutation de l'ADN. Celle-ci peut se trouver dans divers endroits de l'ADN, ce qui interférera avec différentes fonctions de celle-ci. G551D est caractérisée par un dysfonctionnement de la protéine CFTR à la surface de la cellule. Dans ce cas, la protéine est bien acheminée à la surface des cellules épithéliales, mais elle ne peut pas transporter les ions chlorure à travers le canal. L'ivacaftor, un potentiateur de la CFTR, améliore le transport de ces ions à travers le canal ion,,.

## Indications
L'ivacaftor a reçu une autorisation de mise sur le marché aux États-Unis, ainsi qu'en France et dans certains pays de l'Union Européenne, pour les patients de six ans et plus, atteints de mucoviscidose dans la mutation G551D,.

## Essais cliniques
Durant l'étude de phase 3, il a été observé une amélioration du VEMS de 10,6 % sur une période de 24 semaines, et de 10,5 % sur 48 semaines sur les patients atteints de la mutation G551D.
En association avec le lumacaftor, il permet, chez les patients présentant la mutation F508del homozygote, d'améliorer les résultats de la spirométrie et de diminuer le nombre d'exacerbations de la maladie.

## Effets secondaires
Les effets les plus signalés sont des douleurs abdominales (15,6 % contre 12,5 % pour le placebo), des diarrhées (12,8 % contre 9,6 %), des vertiges (9,2 % contre 1,0 %), des éruptions cutanées (12,8 % contre 6,7 %).

## Pharmacocinétique

### Distribution
L'ivacaftor a une liaison plasmatique d'environ 99%, principalement à l'albumine et à l'orosomucoïde. Il ne se lie pas aux érythrocytes humains,.